# Ксина
Ксина (грч. Ξυνά) је приморско насељено место у општини Касандра у периферији Средишња Македонија, Грчка. Према попису из 2021. године био је 1 становник.
Насеље је подигнуто осамдесетих година 20. века и први пут се помиње на попису из 1991. године са 17 становника.